# Monochaetum vestitum
Monochaetum vestitum là một loài thực vật có hoa trong họ Mua. Loài này được Almeda, Al. Rodr. & Garita mô tả khoa học đầu tiên năm 2004.